# حصار القسطنطينية (626)
لقد انتهى حصار القسطنطينية عام 626 من قبل الفرس الساسانيين والآفار، بمساعدة عدد كبير من الحلفاء السلاف، بانتصار استراتيجي للبيزنطيين. أنقذ فشل الحصار الإمبراطورية من الانهيار، ومكَّن - مع الانتصارات الأخرى التي حققها الإمبراطور هرقل (حكم من 610 حتى 641) في العام السابق وعام 627 - بيزنطة من استعادة أراضيها وإنهاء الحروب الرومانية الفارسية المدمرة بإنفاذ معاهدة مع وضع الحدود الراهنة حوالي عام 590م.

## الخلفية
في 602، أطاح فوقاس بموريكيوس (حكم من 582 حتى 602)، الذي كان حينها الإمبراطور البيزنطي. ووفقًا للمصادر اللاحقة، تميز عهده بالفظائع وعدم الكفاءة الإدارية. أدى سوء إدارة الإمبراطور الجديد إلى ترك الإمبراطورية البيزنطية ضعيفة وغير مستقرة عندما غزا الملك الساساني كسرى الثاني (حكم من 590 حتى 628)، مستخدمًا الانقلاب كذريعة للحرب حيث كان كسرى الثاني قريبًا شخصيًا من موريكيوس، الذي ساعده في العودة لعرشه بعد ثورة بهرام جوبين. في البداية، كان الغزو الساساني ناجحًا، حيث تم دفع البيزنطيين إلى قلب الأناضول. وفي وقت لاحق، أطيح بفوقاس من قبل نجل إكسارخوس قرطاج حينها هرقل. لقد بدأ هرقل حربًا نشطة وقاد جيشه شخصيًا في المعركة، لكن الوضع تدهور وفقدت الإمبراطورية البيزنطية جميع ممتلكاتها في الشرق الأدنى إلى جانب مصر. ومع تنفيذ العديد من الهجمات المضادة في بلاد ما بين النهرين، لم يتمكن هرقل من منع أعدائه الفرس من فرض حصار على عاصمته حيث شنوا هجمومهم من خلقدون. وفي الفترة من 14 و15 مايو عام 626، وقعت أعمال شغب في القسطنطينية ضد جون سيسموس[بحاجة لتوضيح] لأنه أراد إلغاء حصص الخبز الخاصة بالللسكولا أو الحرس الإمبراطوري ورفع تكلفة الخبز من 3 إلى 8 فليس. لقد فعل ذلك للحفاظ على موارد الحكومة، لكن تمت إزالته. ومع ذلك، كانت هناك اضطرابات أخرى في المدينة.

## الحصار

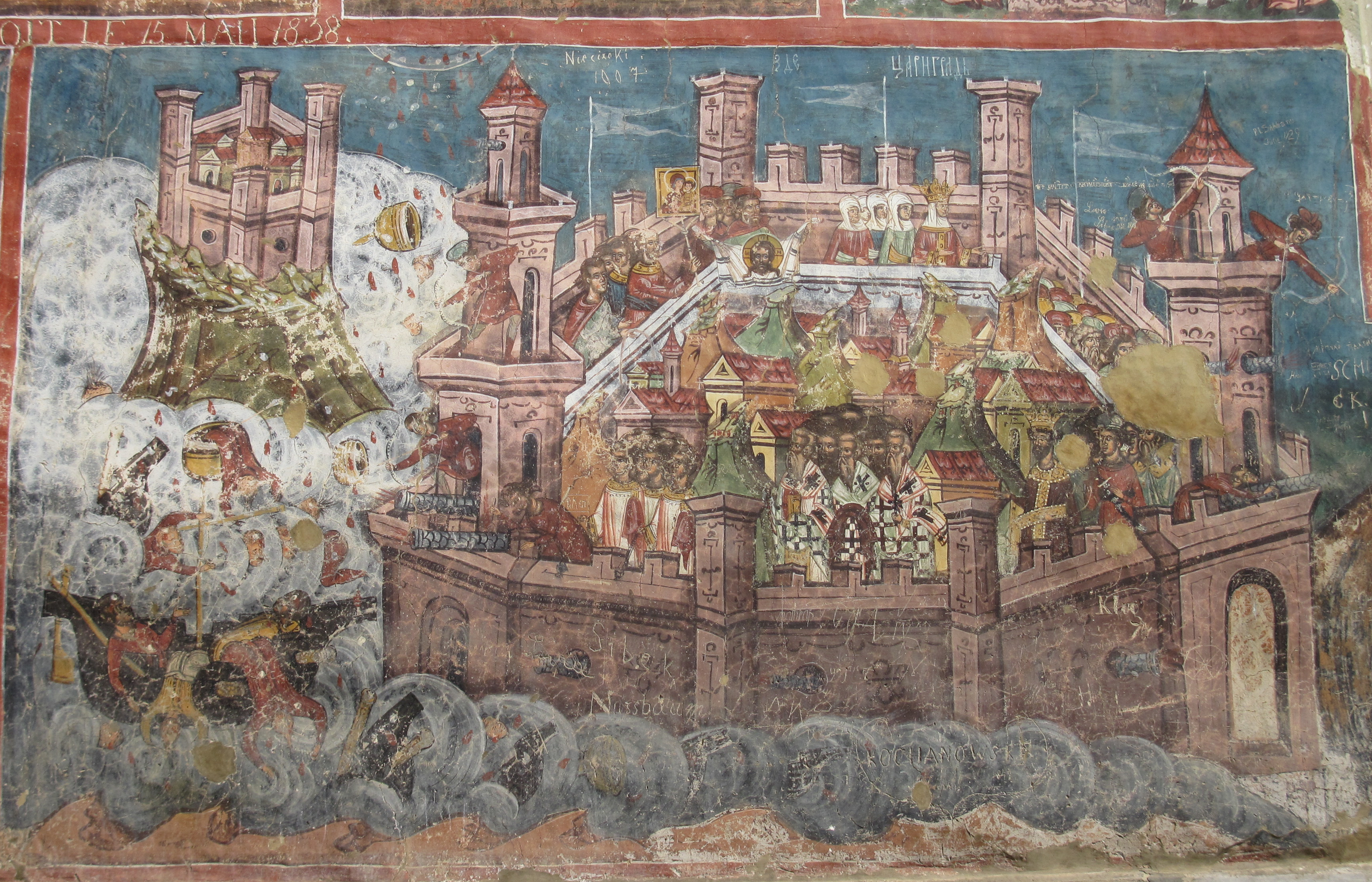
حصار القسطنطينية عام 626 م، مُصوَّر على جداريات دير مولدوفا في رومانيا

رأى كسرى أن هناك حاجة إلى هجوم مضاد حاسم لهزيمة البيزنطيين، وقام بتجنيد جيشين جديدين من جميع الرجال الأكفاء، بمن فيهم الأجانب. لقد عهد إلى شاهين بـ50 ألف رجل وبقي في بلاد ما بين النهرين وأرمينيا لمنع هرقل من غزو بلاد فارس؛ تسلل جيش أصغر تحت قيادة شهربراز خلال أجنحة هرقل في خلقدون عبر مضيق البوسفور من القسطنطينية. نسَّق كسرى أيضًا مع خاقان الآفار من أجل شن هجوم منسق على القسطنطينية من الجانبين الأوروبي والآسيوي. كان الجيش الفارسي متمركزًا في خلقدون، بينما وضع الآفار أنفسهم على الجانب الأوروبي من القسطنطينية ودمروا على الأرجح قناة فالنس. وبسبب سيطرة البحرية البيزنطية على مضيق البوسفور، لم يتمكن الفرس من إرسال قوات إلى الجانب الأوروبي لمساعدة حليفهم. قلل هذا من فعالية الحصار، لأن الفرس كانوا خبراء في حرب الحصار. علاوةً على ذلك، واجه الفرس والآفار صعوبات في التواصل عبر مضيق البوسفور الخاضع للحراسة - مع أنه كان هناك بلا شك بعض الاتصالات بين القوتين.
لقد كان الدفاع عن القسطنطينية تحت قيادة البطريرك سرجيوس والارستقراطي بونوس. وعند سماع الأخبار، قسم هرقل جيشه إلى ثلاثة أجزاء؛ ومع أنه يرى أن العاصمة كانت آمنة نسبيًا، إلا أنه أرسل بعض التعزيزات إلى القسطنطينية لتعزيز معنويات المدافعين. كما كان جزء آخر من الجيش تحت قيادة شقيقه ثيودور وأُرسل للتعامل مع شاهين، في حين بقي الجزء الثالث والأصغر تحت سيطرته الخاصة من أجل مداهمة قلب بلاد فارس.
في 29 يونيو 626، بدأ هجوم منسق على الجدران. ومن داخل الجدران، دافع حوالي 12 ألف جندي من سلاح الفرسان البيزنطي المدربين جيدًا (يفترض أنهم منبوذون) عن المدينة ضد قوات تتكون من 80 ألف من الآفار والسكلافيني (وهم سلاف، استسلموا إلى الآفار)، والذين كانوا مصممون على إزالة كل أشكال الحكم الإمبراطوري الروماني على أوروبا. ومع ذلك، كانت نية الحصار قد صارت واضحة عندما بدأ الآفار في نقل معدات الحصار الثقيلة نحو جدران ثيودوسيان. ومع القصف المستمر لمدة شهر، إلا أن الروح المعنوية كانت مرتفعة داخل جدران القسطنطينية بسبب الحماس الديني للبطريرك سرجيوس ومواكبته على طول الجدار مع أيقونة، يمكن أن تكون أيقونة للسيدة مريم العذراء، مما ألهم الاعتقاد بأن البيزنطيين كانوا تحت الحماية الإلهية. وعلاوةً على ذلك، كان لصرخات البطريرك من أجل الحماس الديني بين الفلاحين حول القسطنطينية فاعليةً أكثر من خلال حقيقة أنهم كانوا يواجهون الوثنيين. ونتيجةً لذلك، أصبح كل اعتداء جهدًا محكومًا عليه بالفشل. وعندما غرق أسطول الآفار والسلاف والأسطول الفارسي في اشتباكات بحرية مختلفة، شعر المهاجمون بالذعر وهربوا، تاركين الحصار، حيث بدا ظاهريًا أن التدخل الإلهي قد حقق النصر لبيزنطة.
في 7 أغسطس، تم تحطيم وتدمير أسطول من الطوافات الفارسية التي تنقل الجنود عبر البوسفور بواسطة السفن البيزنطية. لقد حاول السلاف تحت قيادة الآفار مهاجمة الأسوار البحرية عبر القرن الذهبي، بينما هاجم مضيف الآفار الرئيسي الأسوار البرية. صعد بونوس ودمر القوارب السلافية. فشل هجوم أرضي نفذه الآفار من 6 إلى 7 أغسطس أيضًا. ومع الأنباء التي تفيد بأن ثيودور انتصر بشكل حاسم على شاهين (من المفترض أن يتسبب هذا في موت شاهين من الاكتئاب)، فقد تراجع الآفار إلى المناطق النائية في البلقان في غضون يومين، ولم يهددوا القسطنطينية مجددًا أبدًا. ومع أن جيش شهربراز كان لا يزال محصورًا في خلقدون، فإن تهديد القسطنطينية قد انتهى. وبفضل رفع الحصار والحماية الإلهية المفترضة للسيدة مريم العذراء، كتب مؤلف مجهول - ربما كان المؤلف البطريرك سرجيوس أو جورج بيسيديا - بروميموسة جديدة لترنيمة أكاثيست الشهيرة.

## العواقب

خريطة ضواحي القسطنطينية في العصر البيزنطي

جاءت الخسارة في الحصار بعد أن وصلت الأخبار بانتصار بيزنطي آخر، حيث حقق شقيق هرقل ثيودور انتصارت جيدة ضد الجنرال الفارسي شاهين. وعلاوة على ذلك، وبعد أن أظهر الإمبراطور لشهربراز رسائل اعترضها من كسرى أمر فيها بقتل الجنرال الفارسي، فقد انشق شهربراز إلى جانب هرقل. ثم قام شهربراز بنقل جيشه إلى شمال سوريا، حيث كان من السهل أن يقرر دعم كسرى أو هرقل في أي لحظة. ومع ذلك، ومع تحييد جنرال كسرى الأكثر مهارة، فقد حرم هرقل عدوه من بعض أفضل قواته وأكثرها خبرة، مع تأمين جناحيه قبل غزوه لبلاد فارس. وفي العام التالي، قاد هرقل غزوًا إلى بلاد ما بين النهرين مرة أخرى، وهزم جيشًا فارسيًا آخر في معركة نينوى. وبعد ذلك، سار إلى طيسفون حيث سادت الفوضى مما سمح لهرقل بالحصول على شروط أكثر تفضيلًا حيث تمت الإطاحة بالملك الفارسي من قبل ملك آخر. في النهاية، اضطر الفرس إلى سحب جميع القوات المسلحة وإعادة مصر والشام وأي أقاليم إمبراطورية في بلاد ما بين النهرين وأرمينيا كانت في أيدي الرومان في وقت معاهدة السلام السابقة في حوالي عام 595. لقد انتهت الحرب؛ لن يتحارب الفرس ولا البيزنطيون مرة أخرى حتى كسر الغزو العربي الإسلامي قوة الإمبراطوريتين.

## التقدير
فشل الحصار عام 626 لأن الآفار لم يكن لديهم الصبر أو التكنولوجيا لغزو المدينة. ومع أن الفرس كانوا خبراء في حرب الحصار، فقد أثبتت أسوار القسطنطينية أنها تدافع بسهولة ضد أبراج ومحركات الحصار، من بين الأسباب أن الأول لم يتمكن من نقل معدات الحصار إلى الجانب الأوروبي من مضيق البوسفور (الذي كان يخضع لحراسة مشددة)، حيث كان يتمركز حلفاؤهم الآفار والسلافيون في البداية. أدى نقص الإمدادات إلى الأفار في النهاية إلى التخلي عن الحصار.